# Doktryna Busha

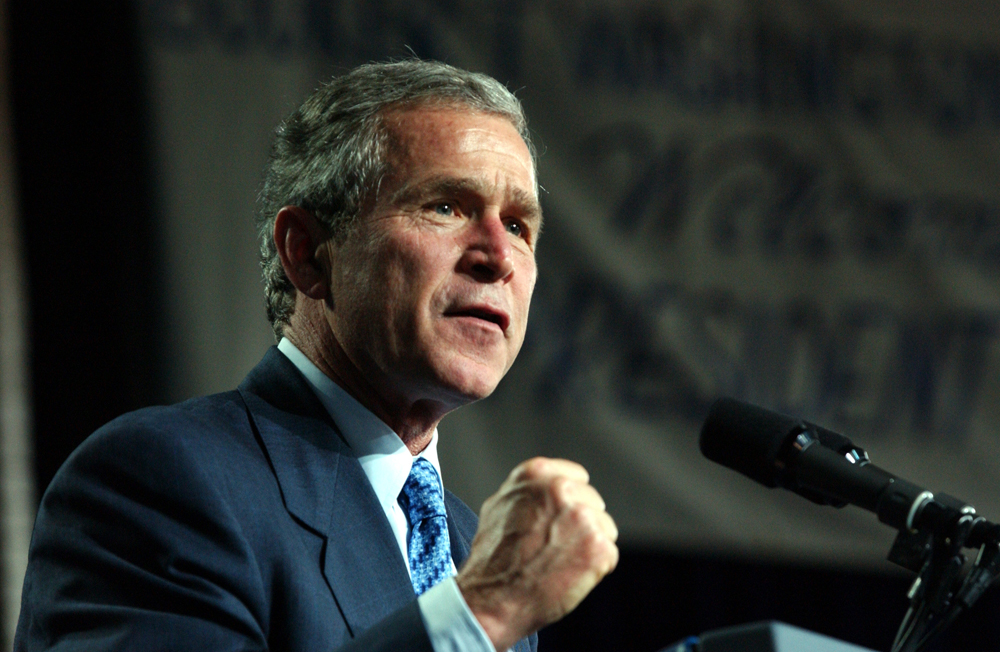
Twórca doktryny – 43. prezydent Stanów Zjednoczonych George W. Bush

Doktryna Busha (ang. Bush Doctrine) – przyjęta przez administrację prezydenta Stanów Zjednoczonych George'a W. Busha linia polityki zagranicznej. Jej głównym założeniem jest koncepcja "wyprzedzającego uderzenia", która stwierdza, że USA mają prawo do prewencyjnego ataku militarnego na każde państwo, które stanowi lub może stanowić zagrożenie dla Stanów Zjednoczonych.
Doktryna Busha przewiduje, że USA mają wspierać rozprzestrzenianie instytucji i wartości zgodnych z ideami liberalizmu. Celem ma być osłabianie dyktatur i zastępowanie ich rządami wyłonionymi przez narody. Zgodnie z tymi założeniami USA rozpoczęły inwazję na Irak w 2003 roku, nazywaną II wojną w Zatoce Perskiej. Doktrynie Busha zarzuca się między innymi ignorowanie autorytetu ONZ, wzniecanie nowych konfliktów w zapalnych częściach świata oraz eskalację konfliktu między Zachodem a cywilizacją islamską.